# Huaricolca (distrito)
Huaricolca é um distrito do peru, departamento de Junín, localizada na província de Tarma.

## Transporte
O distrito de Huaricolca é servido pela seguinte rodovia:
- PE-3SA, que liga a cidade de Tarma ao distrito de Jauja
- JU-103, que liga o distrito de Jauja à cidade de Palca [1][2][3]